# Rajszew (wieś)
Rajszew – wieś sołecka w Polsce, położona w województwie mazowieckim, w powiecie legionowskim, w gminie Jabłonna.
Wcześniejsza nazwa "Royszew" została odnotowana w słowniku geograficznym Królestwa Polskiego i innych krajów słowiańskich, Tom IX, wieś miała taką nazwę w spisie w 1827 r.
W latach 1975–1998 miejscowość administracyjnie należała do województwa warszawskiego.
Miejscowość znajduje się w odległości 10 minut drogi samochodem od centrum Legionowa oraz 25 minut od centrum Warszawy. We wsi znajduje się klub golfowy. 
Wieś jest siedzibą rzymskokatolickiej parafii św. Andrzeja Boboli w Rajszewie.